# Тимиш
 Тази статия е за реката в Югоизточна Европа.  За окръга в Румъния вижте Тимиш (окръг).  
Тимиш (Тамиш) (на румънски: Timiş; на сръбски: Тамиш) е река в Румъния (окръзи Караш-Северин и Тимиш) и Сърбия (автономна област Войводина), ляв приток на Дунав. Дължина 354 km, от които 241 km в Румъния и 118 km в Сърбия. Площ на водосборния басейн 13 085 km².
Река Тимиш води началото си на 1359 m н.в., от източното подножие на връх Семеник (1445 m), най-високата точка на планината Семеник, в югозападната част на Южните Карпати, в централната част на окръг Караш-Северин, Румъния. В горното си течение има северна посока, в средното – западна и югозападна, а в долното – южна посока, като образува голяма, изпъкнала на север дъга. До град Лугож Тимиш е типична планинска река с тясна и дълбока долина и бързо течение. След Лугож реката излиза от планините и до устието си тече през югоизточната част на обширната Среднодунавска низина (Алфьолд), като долината ѝ става много широка и плитка, а течението бавно и спокойно. При румънското село Греничери напуска територията на Румъния и навлиза на сръбска територия под името Тамиш. Влива се отляво в река Дунав, при нейния 1150 km, на 67 m н.в., в чертите на град Панчево в автономна област Войводина.
На северозапад, север и североизток водосборният басейн на Тимиш (Тамиш) граничи с водосборните басейни на реките Бечей (Бега) и Муреш (Марош) (леви притоци на Тиса), а на югоизток и юг – с водосборните басейни на реките Черна, Нера и други по-малки, леви притоци на Дунав. В тези си граници площта на водосборния басейн на реката възлиза на 13 085 km² (1,6% от водосборния басейн на Дунав).
Основни притоци:
- леви – Тимишана, Погениш (97 km, 667 km²), Ланча Бирда (53 km, 416 km², Бързава (166 km, 1190 km²);
- десни – Хидег, Риу, Бистра (60 km, 919 km²)[1].

Река Тимиш има смесено подхранване, с преобладаване на снежно-дъждовното. Пълноводието ѝ е през пролетта, а маловодието – в края на лятото и есента. Често явление са епизодичните летни прииждания в резултат на поройни дъждове във водосборния ѝ басейн, които причиняват големи наводнения в долината ѝ. Среден годишен отток в долното течение 47 m³/sec.
По цялото си протежение долината ѝ е гъсто заселена, като най-големите селища са градовете Карансебеш и Лугож в Румъния и Панчево в Сърбия.